# Tämäkkäsaari
Tämäkkäsaari är en ö i Finland. Den ligger i sjön Porttipahdan tekojärvi och i kommunen Sodankylä i den ekonomiska regionen Norra Lappland och landskapet Lappland, i den norra delen av landet, 900 km norr om huvudstaden Helsingfors. Öns area är 5,4 hektar och dess största längd är 320 meter i nord-sydlig riktning.